# 서울중앙지방검찰청

서울중앙지방검찰청

서울중앙지방검찰청(서울中央地方檢察廳)은 서울중앙지방법원에 대응하여 각종 범죄에 대한 수사와 공소, 형벌의 집행과 피해자 지원업무 등을 처리하기 위하여 설립된 대한민국 검찰청 서울고등검찰청 소속의 특별지방행정기관이다. 국민의 이목이 집중되는 사건을 다수 처리하는 특성을 감안하여 2004년 4월 대한민국의 지방검찰청 중 유일하게 고등검찰청급으로 설정되었다. 차관급 예우를 받는 서울중앙지방검찰청 검사장은 고등검찰청 검사장급 검사가 임명되며 차기 검찰총장 후보군이 된다. 2017년 5월 19일에 다시 지검장급으로 환원되었다.서울특별시 서초구 반포대로 158(서초동)에 위치하고 있으며, 서울중앙지방검찰청의 지검장은 옛날의 사헌부 집의에 해당한다. 

## 관할 구역
- 관할 행정구역: 서울특별시 종로구 중구 강남구 서초구 동작구 관악구 금천구
- 관할 경찰청: 서울특별시지방경찰청 서울남대문경찰서 서울종로경찰서 서울혜화경찰서 서울중부경찰서 서울관악경찰서 서울금천경찰서 서울동작경찰서 서울서초경찰서 서울방배경찰서 서울강남경찰서 서울수서경찰서

## 연혁
- 1948년 8월 2일 서울고등검찰청 서울지방검찰청 개청

- 위치: 서울 중구 서소문동 소재 구 대법원청사 사용
- 관할구역: 서울특별시, 경기도(개성, 옹진, 여주, 수원, 인천등 5개 산하지청)
- 조직: 검사장, 차장검사, 검찰관, 서기과, 수사과
- 1964년 10월 28일 제1차장검사, 제2차장검사 직제 신설하여 각 부 지휘[8]
- 1973년 12월 29일 검찰종합청사 신축, 이전

- 대검찰청, 서울고등검찰청과 공동사용
- 위치: 서울 중구 서소문동 38
- 규모: 지하 2층, 지상 15층, 연면적 21,246m2로 신축
- 1989년 8월 2일 서울검찰청사 신축, 이전

- 서울고등검찰청과 공동사용
- 위치: 서울 서초구 서초동 1724
- 규모: 지하2층, 지상15층, 대지 60,980m2, 건물 62,746m2로 신축
- 2001년 6월 14일 기구 개편

- 조직과 기구: 검사장, 차장검사(3), 24부, 1국, 16과
- 인원: 검사장, 차장검사(3), 부장검사(32), 검사(167), 일반직 직원(762)
- 2004년 2월 1일 본 검찰청 예하에 있었던 지청이 지방검찰청으로 승격, 분리되면서 서울지방검찰청을 서울중앙지방검찰청으로 변경
- 2006년 9월 6일 금조2부 신설
- 2009년 2월 9일 기구 개편: 첨단범죄수사제2부, 금융조세조사제3부 신설

- 조직과 기구: 검사장, 차장검사(3), 25부, 1국, 16과
- 인원: 검사장, 차장검사(3), 부장검사(28), 검사(160), 일반직 직원(785)
- 2009년 12월 31일 마약범죄수사부 → 강력부로 명칭 변경
- 2010년 2월 8일 기구 개편

- 조직과 기구: 검사장, 차장검사(3), 25부, 1국, 16과
- 인원: 검사장, 차장검사(3), 부장검사(29), 검사(160), 일반직 직원(809)
- 2012년 9월 21일 기구 개편

- 조직과 기구: 검사장, 차장검사(3), 28부, 1국, 16과
= 인원: 검사장, 차장검사(3), 부장검사(33), 검사(181), 일반직 직원(866)
- 2014년 1월 16일: 특수4부 설치
- 2015년 2월 25일: 조사2부 설치, 3차장검사 산하 금융조세조사부 1부 2부를 서울남부지방검찰청으로 이관, 3부를 공정거래조세조사부로 개편
- 2016년 1월 21일: 방위사업수사부 설치
- 2017년 8월 17일: 인권감독관 설치
- 2018년 2월 5일 기구 개편: 1차장검사 산하 형사제9부와 4차장검사, 조세범죄조사부 산하 범죄수익환수부 설치

- 조직과 기구: 검사장, 차장검사(4), 32부, 1국 16과
- 인원: 검사장, 차장검사(4), 부장검사(35), 검사(216), 일반직 직원(890)
- 2019년 8월 13일: 공안제1부 공공수사제1부로, 공안제2부 공공수사제2부로, 공공형사수사부 공공수사제3부로, 공안과 공공수사지원과로 개편
- 2020년 2월 3일: 공공수사제3부 형사제10부로, 외사부 형사제11부로, 총무부 공판제4부로, 반부패수사제3부 경제범죄형사부, 반부패수사제4부 공판제5부, 과학술범죄수사부 형사제12부로 개편
- 2021년 7월 2일: 조사부 형사제14부로, 반부패수사제1부 반부패강력수사제1부로, 반부패수사제2부 반부패강력수사제2부로, 강력부 반부패강력수사협력부로 개편
- 2022년 7월 4일: 형사제10부 공공수사제3부로, 형사제11부 국제범죄수사부로, 형사제12부 정보기술범죄수사부로, 형사제13부 조세범죄조사부로, 형사제14부 중요범죄조사부로, 반부패·강력수사제1·2부 반부패수사제1·2부로, 경제범죄형사부 반부패수사제3부로, 반부패·강력수사협력부 강력범죄수사부로 개편

## 조직

### 서울중앙지방검찰청 검사장

#### 제1차장검사

##### 형사 제1부
명예·개인정보범죄 전담부

##### 형사 제2부
식품·의료범죄 전담부

##### 형사 제3부
강력·화재범죄 전담부

##### 형사 제4부
민생경제범죄 전담부

##### 형사 제5부
환경·교통·철도범죄 전담부

##### 형사 제6부
지식재산범죄 전담부

##### 공판 제1부
- 공판과

#### 제2차장검사

##### 형사 제7부
금융·교육범죄 전담부

##### 형사 제8부
건설·부동산범죄 전담부

##### 형사 제9부
보험·사행행위범죄 전담부

##### 중요 경제범죄 조사단
- 제1단
- 제2단

##### 사무국
- 총무과
- 사건과
- 집행과
- 기록관리과
- 형사증거과
- 피해자 지원과

#### 제3차장검사

##### 공공수사 제1부
- 공안수사지원과

##### 중요범죄조사부
- 조사과

#### 제4차장검사

##### 반부패수사 제1부
- 수사 제1과
- 수사 정보과

##### 반부패수사 제2부
- 수사 제2과

##### 반부패수사 제3부
- 수사 지원과

##### 강력범죄수사부
- 조직범죄 수사과
- 마약 수사과

## 역대 검사장
- 제1대 지검장 최대교 (1948-11-09 ~ 1949-09-17)
- 제2대 지검장 이태희 (1949-09-23 ~ 1950-06-21)
- 제3대 지검장 서정국 (1950-06-22 ~ 1950-12-03)
- 제4대 지검장 김형근 (1950-12-04 ~ 1952-05-26)
- 제5대 지검장 민복기 (1952-05-27 ~ 1954-01-27)
- 제6대 지검장 김장섭 (1954-03-24 ~ 1955-10-25)
- 제7대 지검장 장재갑 (1955-10-26 ~ 1958-03-13)
- 제8대 지검장 김치열 (1958-03-14 ~ 1960-05-17)
- 제9대 지검장 서병균 (1960-05-18 ~ 1960-09-23)
- 제10대 지검장 김종수 (1960-09-24 ~ 1961-06-21)
- 제11대 지검장 김병화 (1961-07-08 ~ 1962-04-10)
- 제12대 지검장 백상기 (1962-04-11 ~ 1963-05-08)
- 제13대 지검장 서주연 (1963-05-09 ~ 1964-10-16)
- 제14대 지검장 이봉성 (1964-10-17 ~ 1968-05-31)
- 제15대 지검장 오탁근 (1968-06-01 ~ 1969-07-27)
- 제16대 지검장 김용제 (1969-07-28 ~ 1971-08-25)
- 제17대 지검장 김성재 (1971-08-26 ~ 1973-04-05)
- 제18대 지검장 김일두 (1973-04-06 ~ 1975-09-30)
- 제19대 지검장 서정각 (1975-10-01 ~ 1977-02-16)
- 제20대 지검장 김윤근 (1977-02-17 ~ 1979-02-18)
- 제21대 지검장 허형구 (1979-02-19 ~ 1980-07-27)
- 제22대 지검장 강우영 (1980-07-28 ~ 1981-04-26)
- 제23대 지검장 김석휘 (1981-04-27 ~ 1981-12-16)
- 제24대 지검장 정해창 (1981-12-17 ~ 1982-06-17)
- 제25대 지검장 이창우 (1982-06-18 ~ 1983-03-28)
- 제26대 지검장 이종남 (1983-03-29 ~ 1985-10-20)
- 제27대 지검장 정구영 (1985-10-21 ~ 1987-06-07)
- 제28대 지검장 김두희 (1987-06-08 ~ 1989-03-28)
- 제29대 지검장 김경회 (1989-03-29 ~ 1990-03-26)
- 제30대 지검장 박종철 (1990-03-27 ~ 1991-04-17)
- 제31대 지검장 전재기 (1991-04-18 ~ 1992-07-28)
- 제32대 지검장 이건개 (1992-07-29 ~ 1993-03-16)
- 제33대 지검장 송종의 (1993-03-17 ~ 1993-09-20)
- 제34대 지검장 김종구 (1993-09-21 ~ 1994-09-15)
- 제35대 지검장 최영광 (1994-09-16 ~ 1995-09-19)
- 제36대 지검장 최환 (1995-09-20 ~ 1997-01-22)
- 제37대 지검장 안강민 (1997-01-23 ~ 1998-03-22)
- 제38대 지검장 박순용 (1998-03-23 ~ 1999-02-21)
- 제39대 지검장 김수장 (1999-02-22 ~ 1999-06-08)
- 제40대 지검장 임휘윤 (1999-06-09 ~ 2000-07-14)
- 제41대 지검장 김각영 (2000-07-15 ~ 2001-05-30)
- 제42대 지검장 김대웅 (2001-05-31 ~ 2002-02-07)
- 제43대 지검장 이범관 (2002-02-08 ~ 2002-08-18)
- 제44대 지검장 김진환 (2002-08-19 ~ 2002-11-17)
- 제45대 지검장 유창종 (2002-11-18 ~ 2003-03-12)
- 제46대 지검장 서영제 (2003-03-13 ~ 2004-05-31), 2004년 2월부터 고검장급 직위
- 제47대 지검장 이종백 (2004-06-01 ~ 2006-02-05)
- 제48대 지검장 임채진 (2006-02-06 ~ 2007-03-04)
- 제49대 지검장 안영욱 (2007-03-05 ~ 2007-11-25)
- 제50대 지검장 명동성 (2007-11-26 ~ 2009-01-18)
- 제51대 지검장 천성관 (2009-01-19 ~ 2009-07-17)
- 제52대 지검장 노환균 (2009-07-18 ~ 2011-01-31)
- 제53대 지검장 한상대 (2011-02-01 ~ 2011-08-12)
- 제54대 지검장 최교일 (2011-08-13 ~ 2013-04-08)
- 제55대 지검장 조영곤 (2013-04-10 ~ 2013-11-25)
- 제56대 지검장 김수남 (2013-12-24 ~ 2015-02-10)
- 제57대 지검장 박성재 (2015-02-11 ~ 2015-12-23)
- 제58대 지검장 이영렬 (2015-12-24 ~ 2017-05-21)
- 제59대 지검장 윤석열 (2017-05-22 ~ 2019-07-24), 2017년 5월부터 지검장급 직위
- 제60대 지검장 배성범 (2019-07-26 ~ 2020-01-12)
- 제61대 지검장 이성윤 (2020-01-13 ~ 2021-06-10)
- 제62대 지검장 이정수 (2021-06-11 ~ 2022-05-22)
- 제63대 지검장 송경호 (2022-05-23 ~ 2024-05-15)
- 제64대 지검장 이창수 (2024-05-16 ~ 2025-06-04)
- 직무대행 박승환 (2025-06-04 ~ 2025-07-04)
- 제65대 지검장 정진우 (2025-07-04 ~ )

## 사건·사고 및 논란

### 임 동민 검사 성폭행 사건
2024년 7월에는 서울중앙지방검찰청의 현직 검사인 임 동민이 성폭행 혐의로 형사고발을 당했다. 2024년 5월 4일, 강남의 한 유흥주점에서 술에 취한 상태로 피해 여성의 옆에 앉아 피해자의 허리와 엉덩이를 쓰다듬고 화장실에서 성폭행을 하였다는 것이 혐의이다. 해당 검사는 1993년생으로 2022년에 임관한 초임검사로 알려졌다.성폭행 혐의와는 별개로, 검찰은 성매매 업소를 운영하던 임 동민과 현직 경찰 간의 유착 관계를 확인하고 내사에 착수했다.

### 1·2·3차장검사 차관급 승격 추진
2006년 1월 16일 법무부는 인사위원회를 열어“서울중앙지검장이 고검장급으로 승격한 것에 맞춰 차장검사를 검사장급으로 조정하려는 것”이라고 밝혔다. 그러나 행정자치부 관계자는 “참여정부 출범 이후 통계청장과 기상청장 등이 차관급으로 승격했으나, 법무부처럼 한 기관에서 한꺼번에 3명이 차관급으로 상향 조정된 경우는 없었다”고 말했다. 기획예산처 관계자도 “차관급 승격은 관련 법률을 만들어야 하기 때문에 최종적으로 국회를 통과해야 하는데, 쉽지 않을 것”이라고 밝히는 등 타 부처의 반대의견이 많다.
현재 제1차장검사만 차관급으로 승격되어 검사장으로 보임되고 있다.
2017년 7월 25일부로 제1차장검사가 차장급 보직으로 환원되었다.

## 같이 보기
- 서울동부지방검찰청
- 서울서부지방검찰청
- 서울남부지방검찰청
- 서울북부지방검찰청
- 서울중앙지방법원